# بيز غلوشاينت
بيز غلوشاينت (بالإنجليزية: Piz Glüschaint)‏ هو أحد جبال سلسلة سلسلة بيرنينا ويقع في كانتون غراوبوندن في سويسرا. يحتل المرتبة رقم 58 في قائمة جبال سويسرا من حيث الارتفاع، إذ يبلغ ارتفاعه حوالي 3594 متر، بينما يبلغ ارتفاع نتوء الجبل 341 متر، هذا وقد سجل أول وصول لقمة الجبل عام 1863.